# Irene Montrucchio i Beaus
Irene Montrucchio i Beaus (Barcelona, 7 d'octubre de 1991) és una nedadora catalana de natació sincronitzada, guanyadora d'una medalla olímpica. Va participar, als 20 anys, en els Jocs Olímpics d'Estiu de 2012 celebrats a Londres (Regne Unit), on va aconseguir guanyar la medalla de bronze en la competició per equips. Al llarg de la seva carrera ha guanyat una medalla de bronze en la prova per equips del Campionat del Món de natació.